# Jean-Baptiste Roger de Lacoustande
 Jean Baptiste Roger de Lacoustande, né le 18 août 1720 à Martel (Lot), mort le 30 août 1794 à Martel (Lot), est un général de brigade de la Révolution française.

## États de service
Il entre en service le 10 septembre 1743, comme surnuméraire au bataillon de « Vareix », devenue brigade de « Villepatour » du corps royal de l’artillerie, et il est reçu cadet le 18 décembre suivant. En 1744, il sert en Italie, au siège de Mont-Alban en avril 1744, au siège de Villefranche en 1745, à celui de Vintimille en 1746, et à la bataille de Plaisance le 16 juin 1746.
Il est nommé sous-lieutenant le 8 mai 1746, et en 1747, il est au siège de Demonte, de Coni en 1748, et le 1er janvier 1749, il passe lieutenant en second, puis lieutenant en premier le 16 avril 1756. Le 20 mai 1756, il participe au siège de Port-Mahon et de 1757 à 1760, il combat en Allemagne. Il se distingue le 13 avril 1759, à la bataille de Bergen, et il reçoit son brevet de capitaine en second dans la brigade « Loyauté » le 22 août 1759.
En 1761 et 1762, il sert à Minorque, et le 28 avril 1763, il est fait chevalier de Saint-Louis. Le 15 octobre 1765, il devient capitaine en premier au régiment d’artillerie d’Auxonne, et il obtient le rang de chef de brigade le 14 septembre 1776. Le 3 juin 1779, il est lieutenant-colonel sous-directeur d’artillerie à Dieppe, puis à Bayonne le 4 juillet 1784.
Le 1er avril 1791, il est nommé colonel directeur d’artillerie à Bastia, et le 28 août 1792, il prend le commandement de l’école d’artillerie d’Auxonne. Il est promu général de brigade le 8 mars 1793, à l’armée des Pyrénées, mais étant perclus de rhumatismes et presque aveugle, il ne rejoint pas son poste. Non compris dans la réorganisation des états-majors du 15 mai 1793, il se retire à Martel, où il meurt le 30 août 1794.

## Sources
- Georges Six, Dictionnaire biographique des généraux & amiraux français de la Révolution et de l'Empire (1792-1814), Paris : Librairie G. Saffroy, 1934, 2 vol., p. 380.
- Léon Hennet, Etat militaire de France pour l’année 1793, Siège de la société, Paris, 1903, p. 114.
- Côte S.H.A.T.: 8 YD 93
- (en) « Generals Who Served in the French Army during the Period 1789 - 1814: Eberle to Exelmans »